# 리키마루 노리코
리키마루 노리코(力丸乃りこ, 1976년 1월 20일 ~ )는 일본의 여자 성우 및 나레이터로 도쿄도 출신이다. 노리코는 예명이며 본명은 본인의 말로는 극히 평범하다고 한다. 애칭은 릿키(りっきー)이다.

## 출연작

### TV 애니메이션
2001년
- RAVE (엘리의 엄마)

2002년
- 전광초특급 히카리안(마하특급 델타트레인) (리사 왕녀)

2003년
- 크르노 크루세이드 (클레어)

2004년
- 로젠 메이든 (사쿠라다 노리)
- 뷰티풀 죠 (홀리)

2005년
- IZUMO 용맹한 검의 섬기 (시라토리 아스카)
- 로젠 메이든 트로이멘트 (사쿠라다 노리)
- 투하트2 (코마키 마나카)
- 지옥소녀 (스기모토)

2006년
- 마지카노 (혼고 테츠코)
- 로젠 메이든 오베르튜레 (사쿠라다 노리)

2007년
- 세토의 신부 (위원장)

2009년
- 타유타마(미토 마시로)

2011년
- 새하얀색 심포니 (아마하 미우)

### OVA
2006년
- 로젠 메이든 오브레튜레(사쿠라다 노리)

2007년
- 투하트2 (코마키 마나카)

2008년
- 투하트2 Another Days (코마키 마나카)

2009년
- 투하트2 Another Days PLUS (코마키 마나카)

### 게임
1999년
- 리틀My메이드 (마리) : 코노하 카에데 (木葉楓) 명의

2001년
- 노예시장 Renaissance (비앙카) : 코노하 카에데 (木葉楓) 명의

2002년
- 마법전사 스위트 나이츠 ~히로인 능욕지령~ (나나세 리리코(스위트 리프)) : 코노하 카에데 (木葉楓) 명의
- 선생님 좋-아해요 (사이온지 토모요) : 코노하 카에데 (木葉楓) 명의

2003년
- 마법전사 프린세스 티아 (나나세 리리코(스위트 리프)) : 코노하 카에데 (木葉楓) 명의
- 누나, 제대로 하자! (히이라기 히나노, 아키야마 이루카) : 코노하 카에데 (木葉楓) 명의
- 3LDK (유키무라 노에루) : 코노하 카에데 (木葉楓) 명의
- 메구리 히토히라 (하루노 치구사): 코노하 카에데 (木葉楓) 명의
- 최종치한전차 2 (나루세 유나) : 코노하 카에데 (木葉楓) 명의

2004년
- 컬러풀 하트 ~12인의 큐루룽~ (류 타오유에) : 코노하 카에데 (木葉楓) 명의
- 마법전사 스위트 나이츠2 ~멧서 반란~ (나나세 리리코(스위트 리프)) : 코노하 카에데 (木葉楓) 명의
- 누나, 제대로 하자!2 (히이라기 히나노, 아키야마 이루카) : 코노하 카에데 (木葉楓) 명의
- 어디로 가는가, 그날 (아오이 치카코) : 코노하 카에데 (木葉楓) 명의
- IZUMO2 (시라토리 아스카) : 코노하 카에데 (木葉楓) 명의
- 소대희 ~대정음외 흡혈희담~ (이즈미 유이) : 코노하 카에데 (木葉楓) 명의
- 투하트2 (코마키 마나카)

2005년
- 유노하나 (카츠라자와 호나미) : 코노하 카에데 (木葉楓) 명의
- 분부대로★주인님! (쿠모미야 히메코) : 마츠다 리사 (松田理沙) 명의
- Nursery Rhyme -나서리☆라임- (린 리무 웸스) : 마츠다 리사 (松田理沙) 명의
- 마법전사 스위트 나이츠 CompleteDisc (나나세 리리코(스위트 리프)) : 코노하 카에데 (木葉楓) 명의
- 야도희참귀행 (츠루기 리코, 삼족오(야타카라스)) : 마츠다 리사 (松田理沙) 명의
- 비밀의 들리는 길 (묘우코우지 야치요) : 마츠다 리사 (松田理沙) 명의

2006년
- 로젠 메이든 두엘발차 (사쿠라다 노리)
- IZUMO2 학원광상곡 (시라토리 아스카) : 코노하 카에데 (木葉楓) 명의
- 양호실 ~매지컬 퓨어 레슨♪~ (카스가 마리나) : 마츠다 리사 (松田理沙) 명의
- 블루 블래스터 (실비아 리레티느)
- 블루 블래스터 팬 디스크~크로우디아 탈환 작전~ (실비아 리레티느)

2007년
- Alea -아레아- 붉은 달에 아득한 소망 (나츠카와 치에) : 마츠다 리사 (松田理沙) 명의
- 로젠 메이든 게베트갈텐 (사쿠라다 노리)
- 마법전사 심포닉 나이츠 ~여신을 잇는 소녀들~ (나나세 리리코(스위트 리프)) : 코노하 카에데 (木葉楓) 명의
- 정혼자 (카린 파스틸, 피자노 남작부인)
- 그리고 내일의 세계에서 (히나타 아사히) : 오카모토 아사히 (岡本あさひ) 명의
- 사랑하는 소녀와 수호의 방패 (사나다 세츠코) : 마츠다 리사 (松田理沙) 명의
- 무지개빛 알케 귤 Magic of alchemy (츠무기 아야네) : 마츠다 리사 (松田理沙) 명의
- 가장 끝자락의 이마 풀 보이스판 (이마) : 마츠다 리사 (松田理沙) 명의
- 나기사의 (사와키 미모리) : 마츠다 리사 (松田理沙) 명의

2008년
- 냉철냉정 그래서 XXX !! (시로마에 소우) : 마츠다 리사 (松田理沙) 명의
- Princess Frontier (로코나) : 마츠다 리사 (松田理沙) 명의
- 11eyes -죄와 벌과 속죄의 소녀- (타치바나 쿠쿠리) : 마츠다 리사 (松田理沙) 명의
- 타유타마 -Kiss on my Deity- (미토 마시로) : 마츠다 리사 (松田理沙) 명의

2009년
- 앰버 쿼츠 -Amber Quartz- (모치즈키 나유타) : 마츠다 리사 (松田理沙) 명의
- 타유타마 -It's happy days- (미토 마시로) : 마츠다 리사 (松田理沙) 명의
- 새하얀 색 심포니 -Love is pure white- (아마하 미우) : 마츠다 리사 (松田理沙) 명의
- Like a Butler (아키츠하라 미즈호) : 마츠다 리사 (松田理沙) 명의
- WLO~세계연애기구~ (하야카와 유리코) : 마츠다 리사 (松田理沙) 명의